# Contrarreloj élite femenina en el Campeonato Mundial de Ruta

Maillot arcoíris otorgado a la campeona de la prueba

La prueba de contrarreloj élite femenina en el Campeonato Mundial de Ciclismo en Ruta se realiza desde el Mundial de 1994. Hasta esa misma edición y desde el Mundial de 1987 se realizaba la competición de contrarreloj por equipos.

## Palmarés
| Núm.     | Año         | Sede                         | Oro                                          | Plata                               | Bronce                              |
| -------- | ----------- | ---------------------------- | -------------------------------------------- | ----------------------------------- | ----------------------------------- |
| I – LX   | 1927 – 1993 | No realizados                | No realizados                                | No realizados                       | No realizados                       |
| LXI      | 1994        | Catania · ( Italia)          | Karen Kurreck Estados Unidos                 | Anne Samplonius · Canadá            | Jeannie Longo Francia               |
| LXII     | 1995        | Tunja · ( Colombia)          | Jeannie Longo Francia                        | Clara Hughes · Canadá               | Kathryn Watt Australia              |
| LXIII    | 1996        | Lugano · ( Suiza)            | Jeannie Longo Francia                        | Catherine Marsal Francia            | Alessandra Cappellotto · Italia     |
| LXIV     | 1997        | San Sebastián · ( España)    | Jeannie Longo Francia                        | Zulfiya Zabirova · Rusia            | Judith Arndt · Alemania             |
| LXV      | 1998        | Valkenburg · ( Países Bajos) | Leontien Zijlaard-van Moorsel · Países Bajos | Zulfiya Zabirova · Rusia            | Hanka Kupfernagel · Alemania        |
| LXVI     | 1999        | Treviso · ( Italia)          | Leontien Zijlaard-van Moorsel · Países Bajos | Anna Wilson Australia               | Edita Pučinskaitė · Lituania        |
| LXVII    | 2000        | Plouay ( Francia)            | Mari Holden Estados Unidos                   | Jeannie Longo Francia               | Rasa Polikevičiūtė · Lituania       |
| LXVIII   | 2001        | Lisboa ( Portugal)           | Jeannie Longo Francia                        | Nicole Brändli · Suiza              | Teodora Ruano Sanchón · España      |
| LXIX     | 2002        | Zolder · ( Bélgica)          | Zulfiya Zabirova · Rusia                     | Nicole Brändli · Suiza              | Karin Thürig · Suiza                |
| LXX      | 2003        | Hamilton · ( Canadá)         | Joane Somarriba · España                     | Judith Arndt · Alemania             | Zulfiya Zabirova · Rusia            |
| LXXI     | 2004        | Verona · ( Italia)           | Karin Thürig · Suiza                         | Judith Arndt · Alemania             | Zulfiya Zabirova · Rusia            |
| LXXII    | 2005        | Madrid · ( España)           | Karin Thürig · Suiza                         | Joane Somarriba · España            | Kristin Armstrong Estados Unidos    |
| LXXIII   | 2006        | Salzburgo · ( Austria)       | Kristin Armstrong Estados Unidos             | Karin Thürig · Suiza                | Christine Thorburn Estados Unidos   |
| LXXIV    | 2007        | Stuttgart · ( Alemania)      | Hanka Kupfernagel · Alemania                 | Kristin Armstrong Estados Unidos    | Christiane Soeder · Austria         |
| LXXV     | 2008        | Varese · ( Italia)           | Amber Neben Estados Unidos                   | Christiane Soeder · Austria         | Judith Arndt · Alemania             |
| LXXVI    | 2009        | Mendrisio · ( Suiza)         | Kristin Armstrong Estados Unidos             | Noemi Cantele · Italia              | Linda Villumsen Dinamarca           |
| LXXVII   | 2010        | Melbourne ( Australia)       | Emma Pooley Reino Unido                      | Judith Arndt · Alemania             | Linda Villumsen Nueva Zelanda       |
| LXXVIII  | 2011        | Copenhague ( Dinamarca)      | Judith Arndt · Alemania                      | Linda Villumsen Nueva Zelanda       | Emma Pooley Reino Unido             |
| LXXIX    | 2012        | Valkenburg · ( Países Bajos) | Judith Arndt · Alemania                      | Evelyn Stevens Estados Unidos       | Linda Villumsen Nueva Zelanda       |
| LXXX     | 2013        | Florencia · ( Italia)        | Ellen van Dijk · Países Bajos                | Linda Villumsen Nueva Zelanda       | Carmen Small Estados Unidos         |
| LXXXI    | 2014        | Ponferrada · ( España)       | Lisa Brennauer · Alemania                    | Hanna Solovei · Ucrania             | Evelyn Stevens Estados Unidos       |
| LXXXII   | 2015        | Richmond ( Estados Unidos)   | Linda Villumsen Nueva Zelanda                | Anna van der Breggen · Países Bajos | Lisa Brennauer · Alemania           |
| LXXXIII  | 2016        | Doha ( Catar)                | Amber Neben Estados Unidos                   | Ellen van Dijk · Países Bajos       | Katrin Garfoot Australia            |
| LXXXIV   | 2017        | Bergen · ( Noruega)          | Annemiek van Vleuten · Países Bajos          | Anna van der Breggen · Países Bajos | Katrin Garfoot Australia            |
| LXXXV    | 2018        | Innsbruck · ( Austria)       | Annemiek van Vleuten · Países Bajos          | Anna van der Breggen · Países Bajos | Ellen van Dijk · Países Bajos       |
| LXXXVI   | 2019        | Yorkshire ( Reino Unido)     | Chloé Dygert Estados Unidos                  | Anna van der Breggen · Países Bajos | Annemiek van Vleuten · Países Bajos |
| LXXXVII  | 2020        | Imola · ( Italia)            | Anna van der Breggen · Países Bajos          | Marlen Reusser · Suiza              | Ellen van Dijk · Países Bajos       |
| LXXXVIII | 2021        | Flandes · ( Bélgica)         | Ellen van Dijk · Países Bajos                | Marlen Reusser · Suiza              | Annemiek van Vleuten · Países Bajos |
| LXXXIX   | 2022        | Wollongong ( Australia)      | Ellen van Dijk · Países Bajos                | Grace Brown Australia               | Marlen Reusser · Suiza              |
| XC       | 2023        | Stirling ( Reino Unido)      | Chloé Dygert Estados Unidos                  | Grace Brown Australia               | Christina Schweinberger · Austria   |
| XCI      | 2024        | Zúrich · ( Suiza)            | Grace Brown Australia                        | Demi Vollering · Países Bajos       | Chloé Dygert Estados Unidos         |

## Medallero histórico
- Actualizado a Zúrich 2024.

| Núm. | País           | Oro | Plata | Bronce | Total |
| ---- | -------------- | --- | ----- | ------ | ----- |
| 1    | Países Bajos   | 8   | 6     | 4      | 18    |
| 2    | Estados Unidos | 8   | 2     | 5      | 15    |
| 3    | Alemania       | 4   | 3     | 4      | 11    |
| 4    | Francia        | 4   | 2     | 1      | 7     |
| 5    | Suiza          | 2   | 5     | 2      | 9     |
| 6    | Australia      | 1   | 3     | 3      | 7     |
| 7    | Nueva Zelanda  | 1   | 2     | 2      | 5     |
| 7    | Rusia          | 1   | 2     | 2      | 5     |
| 9    | España         | 1   | 1     | 1      | 3     |
| 10   | Reino Unido    | 1   | 0     | 1      | 2     |
| 11   | Canadá         | 0   | 2     | 0      | 2     |
| 12   | Austria        | 0   | 1     | 2      | 3     |
| 13   | Italia         | 0   | 1     | 1      | 2     |
| 14   | Ucrania        | 0   | 1     | 0      | 1     |
| 15   | Lituania       | 0   | 0     | 2      | 2     |
| 16   | Dinamarca      | 0   | 0     | 1      | 1     |
|      | TOTAL          | 31  | 31    | 31     | 93    |

## Estadísticas

### Ciclista con más medallas
| Medallas | Corredora            | País           | Oro | Plata | Bronce |
| -------- | -------------------- | -------------- | --- | ----- | ------ |
| 7        | Judith Arndt         | Alemania       | 2   | 3     | 2      |
| 6        | Jeannie Longo        | Francia        | 4   | 1     | 1      |
| 6        | Ellen van Dijk       | Países Bajos   | 3   | 1     | 2      |
| 6        | Linda Villumsen      | Nueva Zelanda  | 1   | 2     | 3      |
| 5        | Anna van der Breggen | Países Bajos   | 1   | 4     | 0      |
| 5        | Zulfiya Zabirova     | Rusia          | 1   | 2     | 2      |
| 4        | Karin Thürig         | Suiza          | 2   | 1     | 1      |
| 4        | Kristin Armstrong    | Estados Unidos | 2   | 1     | 1      |
| 4        | Annemiek van Vleuten | Países Bajos   | 2   | 0     | 2      |